# USF Pro Championships
El USF Pro Championships, anteriormente Road to Indy, es un programa que agrupa una serie de carreras para pilotos de desarrollo lanzado en 2010 dirigido por INDYCAR LLC, con la meta de patrocinar la carrera de pilotos que a futuro formarán parte de IndyCar Series. En el marco del programa, todas las series participan en las tres disciplinas antesala a IndyCar Series: carreras en ovalos, circuitos permanentes y circuitos callejeros. 
Lo más importante para los pilotos y equipos, es que los campeones de las series recibirán asistencia para ascender al siguiente peldaño a la máxima categoría.

## Series
En orden de menor a mayor importancia y nivel:
1. USF Juniors
2. Campeonato Nacional U.S. F2000
3. Campeonato USF Pro 2000
4. Indy NXT
5. IndyCar Series

## Campeones
| IndyCar Series | IndyCar Series   | Indy NXT | Indy NXT            | Campeonato USF Pro 2000 | Campeonato USF Pro 2000 | Campeonato U.S. F2000 | Campeonato U.S. F2000 | USF Juniors | USF Juniors      |
| -------------- | ---------------- | -------- | ------------------- | ----------------------- | ----------------------- | --------------------- | --------------------- | ----------- | ---------------- |
| 2010           | Dario Franchitti | 2010     | Jean-Karl Vernay    | 2010                    | Conor Daly              | 2010                  | Sage Karam            |             |                  |
| 2011           | Dario Franchitti | 2011     | Josef Newgarden     | 2011                    | Tristan Vautier         | 2011                  | Petri Suvanto         |             |                  |
| 2012           | Ryan Hunter-Reay | 2012     | Tristan Vautier     | 2012                    | Jack Hawksworth         | 2012                  | Matthew Brabham       |             |                  |
| 2013           | Scott Dixon      | 2013     | Sage Karam          | 2013                    | Matthew Brabham         | 2013                  | Scott Hargrove        |             |                  |
| 2014           | Will Power       | 2014     | Gabby Chaves        | 2014                    | Spencer Pigot           | 2014                  | Florian Latorre       |             |                  |
| 2015           | Scott Dixon      | 2015     | Spencer Pigot       | 2015                    | Santiago Urrutia        | 2015                  | Nico Jamin            |             |                  |
| 2016           | Simon Pagenaud   | 2016     | Ed Jones            | 2016                    | Aaron Telitz            | 2016                  | Anthony Martin        |             |                  |
| 2017           | Josef Newgarden  | 2017     | Kyle Kaiser         | 2017                    | Victor Franzoni         | 2017                  | Oliver Askew          |             |                  |
| 2018           | Scott Dixon      | 2018     | Patricio O'Ward     | 2018                    | Rinus VeeKay            | 2018                  | Kyle Kirkwood         |             |                  |
| 2019           | Josef Newgarden  | 2019     | Oliver Askew        | 2019                    | Kyle Kirkwood           | 2019                  | Braden Eves           |             |                  |
| 2020           | Scott Dixon      | 2020     | Cancelada           | 2020                    | Sting Ray Robb          | 2020                  | Christian Rasmussen   |             |                  |
| 2021           | Álex Palou       | 2021     | Kyle Kirkwood       | 2021                    | Christian Rasmussen     | 2021                  | Kiko Porto            |             |                  |
| 2022           | Will Power       | 2022     | Linus Lundqvist     | 2022                    | Louis Foster            | 2022                  | Michael d'Orlando     | 2022        | Mac Clark        |
| 2023           | Álex Palou       | 2023     | Christian Rasmussen | 2023                    | Myles Rowe              | 2023                  | Simon Sikes           | 2023        | Nicolas Giaffone |
| 2024           | Álex Palou       | 2024     | Louis Foster        | 2024                    | Lochie Hughes           | 2024                  | Max Garcia            | 2024        | Max Taylor       |